# Quirimbo
Quirimbo – miasto w Angoli, w prowincji Kwanza Południowa.